# 孟崖鎮區
孟崖镇区是缅甸掸邦当阳县下辖的一个镇区。治所在孟崖。

## 历史
孟崖曾是南兴威（South Hsenwi）国的首都。孟崖的前诏法Sao Hso Holm是掸族争取民主同盟（掸族民主党的前身）的创立者之一。1934年2月17日，坤沙生于孟崖镇区的雷茂（Loi Maw）。
2011年间，缅军和掸邦军在此地有过几次小规模战斗。